# الانهيار: كيف تختار المجتمعات الفشل أو النجاح
الانهيار: كيف تختار المجتمعات الفشل أو النجاح (الانهيار: كيف تختار المجتمعات الفشل أو النجاة في النسخة البريطانية) هو كتاب نشر عام 2005 من قبل الأكاديمي والمؤلف جارد دايموند، وفيه يعرّف دايموند الانهيار: «وهو انحدار كبير في حجم السكان و/أو مقدار التعقيد السياسي/الاقتصادي/الاجتماعي، في منطقة كبيرة، ولمدة طويلة.» فيما بعدها يراجع أسباب أحداث تاريخة أدت إلى الانهيار الاجتماعي - وبالأخص تلك المتأثرة بالبيئة، آثار التغير المناخي، الجيران العدائيون، شركاء التجارة واستجابة المجتمع للتحديات الأربعة المذكورة اعلاه - ويعتبر ان نجاح أو فشل المجتمعات المختلفة كان مرتبطبًا بتأقلمهم مع هذه المخاطر.
على الرغم من ان جوهر الكتاب هو بخصوص زوال هذه الحضارات التاريخية، يقول دايموند ان البشرية تواجه، على مقياس أكبر بكثير، العديد من المشاكل المتشابهة، مع عواقب كارثية تقريبًا بالنسبة للعديد من سكان الأرض

## الملخص
في المقدمة، يشرح دايموند منهجيته في فقرة واحدة:

### انهيارات المجتمعات السابقة
يتعرف دايموند على خمسة عوامل تساهم في الانهيار: التغير المناخي، الجيران العدائيون، انهيار شركاء التجارة الأساسيون، المشاكل البيئية، واستجابة المجتمع للعوامل الأربعة المذكورة أعلاه.
ان أصل المشكلة في جميع عوامل دايموند ما عدا عامل واحد هو الإفراط في الإنتاج بالنسبة إلى قدرة التحمل العملية للبيئة. إحدى المشاكل البيئية الغير مرتبطة بفرط الإنتاج هي التأثير الضار للإدخال العرضي أو المتعمد للأنواع الغير محلية لمنطقة ما.
كتب دايموند كذلك عن العوامل الثقافية (القيم)، مثل رفض الأقوام النرويجية في جرينلاند تناول الأسماك. ويقول دايموند كذلك انه «سيكون من غير المعقول الإدعاء بان الضرر البيئي هو عامل رئيسي في كل الانهيارات: انهيار الاتحاد السوفيتي هو مثال حديث معاكس، وتدمير قرطاج من قبل روما عام 146 قبل الميلاد هو مثال آخر قديم. من الصحيح الاعتقاد بان العوامل العسكرية أو الاقتصادية ستكون كافية.»

### المجتمعات الحديثة
يدرج دايموند 12 مشكلة بيئية تواجه البشر اليوم. أول ثمانية مشاكل قد ساهمت بالفعل في انهيار المجتمعات السابقة:
1. إزالة الغابات وتدمير المساكن
2. مشاكل التربة (التعرية، التملح، وفقدان خصوبة التربة)
3. مشاكل إدارة المياه
4. المبالغة في الاصطياد
5. المبالغة في صيد السمك
6. آثار إدخال أنواع جديدة إلى الإنواع الموجودة في المنطقة
7. الاكتظاظ السكاني
8. ازدياد التأثير الفردي للأشخاص

فيما بعد، يضيف دايموند أربعة مشاكل أخرى من الممكن ان تساهم في انهيار المجتمعات المعاصرة أو المستقبلية:
1. التغير المناخي بسبب الصناعة
2. تراكم المواد السامة في الطبيعة
3. قلة الطاقة
4. الاستخدام الكامل لطاقة الأرض الضوئية

### إستنتاجات
في الفصل الأخير، يناقش المشاكل البيئية التي تواجه المجتمعات المعاصرة ويبين الاعتراضات التي غالبًا ما يتم إعطاءها لصرف النظر عن أهمية المشاكل البيئية. في مقطع «القراءات المستقبلية»، يعطي دايمنود بعض المقترحات للأشخاص الذين يسألون «ما الذي أستطيع القيام به كفرد؟» ويضيف كذلك بعض الإستنتاجات، مثل:
في النهاية، يجيب دايموند على السؤال «ما هي الخيارات التي يجب علينا القيام بها إذا ما أردنا النجاح، وعدم الفشل؟ » عن طريق تعرفه على خيارين ضروريين ميزا المجتمعات السابقة التي نجت عن تلك التي فشلت:
- التخطيط طويل الأمد: [...] الشجاعة في ممارسة التفكير بعيد المدى، والقيام بقرارات جريئة، شُجاعة، وتوقعية في الوقت الذي تصبح فيه المشاكل ملموسة ولكن قبل تأزمها.[6]
- الإستعداد لتقدير القيم الجوهرية: [...] الشجاعة للقيام بقرارات مؤلمة فيما يخص القيم. ما هي القيم التي خدمت المجتمع جيدًا ومن الممكن ان تستمر في ظل الظروف الجديدة؟ ما هي القيم التي يجب التخلي عنها وإستبدالها بقيم جديدة؟[6]

## بُنية الكتاب
ينقسم الانهيار إلى أربع أجزاء:

تلوث الهواء في المناطق الصناعية في الصين

- يصف الجزء الأول بيئة ولاية مونتانا في الولايات المتحدة، مُركِزًا على حياة العديد من الأفراد لوضع وجه بشري على التفاعل بين المجتمع والبيئة.
- يصف الجزء الثاني انهيار المجتمعات السابقة. يستخدم دايموند (إطارًا) عند التفكير في انهيار مجتمع، يتكون هذا الإطار من خمس عوامل من الممكن أن تؤثر على ما يحدث في المجتمع: الأضرار البيئية، تغير المناخ، الدول المجاورة المعادية، فقدان الشركاء التجاريين، واستجابات المجتمع إلى مشاكله البيئية. هنالك مشكلة متكررة في انهيار المجتمعات وهي كيان يخلق«صراع بين المصالح ذات المدى القريب لمن هم في السلطة، والمصالح ذات المدى البعيد للمجتمع ككل.»

المجتمعات التي يصفها دايموند هي:
- نرويجيوا جرينلاند (مناخ متغير، ضرر بيئي، دول مجاورة معادية، فقدان الشركاء التجاريين، ممانعة غير عقلانية لأكل السمك، مع اهتمام الرؤساء بمصالحهم الخاصة ذات المدى القصير.)

- جزيرة القيامة (إنهار هذا المجتمع بالكامل بسبب الضرر البيئي)
- البولنزييون من جزيرة بيتكيرن (ضرر بيئي وفقدان الشركاء التجاريين)
- الأنسازي جنوب غرب أمريكا الشمالية (ضرر بيئي وتغيير في المناخ)
- حضارة المايا في أمريكا الوسطى (ضرر بيئي، تغير في المناخ، دول مجاورة معادية)
- في النهاية، يدرس دايموند ثلاث قصص تاريخية ناجحة سابقًا:

- جزيرة تيكوبيا الصغيرة المتساوية في المحيط الهادئ
- النجاح الزراعي في المركز المتساوي لغينيا الجديدة
- إدارة الغابات في عهد التوكوغاوا في اليابان، وألمانيا.
- يدرس الجزء الثالث المجتمعات الحديثة، ويتضمن:
  - الانهيار في دولة رواندا والذي أدى إلى إبادة جماعية سببها زيادة في عدد السكان (الاكتظاظ السكاني)
  - فشل دولة هايتي مقارنة بالنجاح النسبي للدولة المجاورة هيسبانيولا، جمهورية الدومينيكان
  - المشاكل التي تواجه الصين، الدولة النامية
  - المشاكل التي تواجه أستراليا، إحدى دول العالم الأول

يختتم الجزء الرابع الدراسة بالنظر إلى مواضيع أخرى كالأعمال التجارية والعولمة، واستخراج الدورس العملية لنا اليوم. أُعطي اهتمام خاص إلى نموذج بولدر الذي اتخذه مجتمع هولندا طريقة لعنونة التحديات التي يجب الأخذ بها «من الاعلى إلى الأسفل» والأهم من ذلك «من الأسفل إلى الاعلى» كما شرح دايموند خلال كتابه والنقد الموجود في الفصل الأخير منه «ان مجتمعنا العالمي في الوقت الحاضر يسير في طريق غير مستقر» من أجل تجنب 12 مشكلة متعلقة بعدم الاستدامة. ربما تكون هذه النتائج هي السبب في رؤية دايموند «بوادر للأمل» ومع ذلك يصل إلى موضع «التفاؤل الحذر» فيما يخص مستقبلنا.